# Federación Andaluza de Municipios y Provincias
La Federación Española de Municipios y Provincias (acortado como FAMP) es una asociación andaluzas de entidades locales que agrupa ayuntamientos, diputaciones provinciales, consejos insulares y cabildos insulares en Andalucía. (municipios, provincias y mancomunidades) Fundada el 16 de marzo de 1985, además, está compuesta por la asamblea general, en la que participan todas las entidades; el consejo municipalista andaluz, el cual está formado por 54 miembros; la comisión ejecutiva, integrada por el presidente, cinco vicepresidentes y 21 vocales; y el presidente. Su primer primer presidente fue José Antonio Marín Rite, del Partido Socialista Obrero Español, y actualmente ocupa el cargo José María Belludo Roche, del Partido Popular de Andalucía. Por ultimó su sede esta en Sevilla, y en 1990, el Gobierno andaluz le concedió a la Federación Andaluza de Municipios y Provincias la Medalla de Andalucía.
De acuerdo con lo establecido en sus estatutos, los fines de la Federación Andaluza de Municipios y Provincias comprenden las siguientes funciones esenciales: el fomento y la defensa de la autonomía local; la representación y tutela de los intereses generales de las Entidades Locales frente a otras Administraciones Públicas o instituciones privadas; la prestación de servicios de interés para las Corporaciones Locales, ya sea de forma directa o a través de sociedades o entidades colaboradoras; la promoción y divulgación del conocimiento sobre las instituciones locales entre la ciudadanía y otras entidades, tanto públicas como privadas; la promoción del espíritu europeo en el ámbito municipal y provincial, sustentado en los principios de autonomía y solidaridad entre los Entes locales; el fortalecimiento del espíritu comarcal y de la cooperación intermunicipal, con el propósito de optimizar la prestación de servicios, fomentar el desarrollo socioeconómico y mejorar las infraestructuras de comunicación; así como cualquier otro objetivo que repercuta directa o indirectamente en beneficio de sus entidades asociadas.

## Sede
Su sede se encuentra ubicada en la Av. San Francisco Javier, edificio Hermes, 3, 41018 Sevilla.

## Listados de Presidentes
| Nombre                        | Cargo                              | Afiliación | Inicio | Final |
| ----------------------------- | ---------------------------------- | ---------- | ------ | ----- |
| José Antonio Marín Rite       | Alcalde de Huelva                  | PSOE       | 1986   | 1988  |
| Alfredo Sánchez Monteseirín   | Alcalde de Sevilla                 | PSOE       | 1995   | 1999  |
| Manuel Jiménez Barrios        | Alcalde de Chiclana de la Frontera | PSOE       | 2003   | 2004  |
| Francisco Toscano Sánchez     | Alcalde de Dos Hermanas            | PSOE       | 2004   | 2012  |
| María Ángeles Muñoz Uriol     | Alcaldesa de Marbella              | PP         | 2012   | 2015  |
| Fernando Rodríguez Villalobos | Alcalde de La Roda de Andalucía    | PSOE       | 2012   | 2023  |
| José María Bellido Roche      | Alcalde de Córdoba                 | PP         | 2023   | act.  |